# Psaliodes liebra
Psaliodes liebra là một loài bướm đêm trong họ Geometridae.